# Rimalinsaari
Rimalinsaari är en ö i Finland. Den ligger i Kemi älv och i kommunen Keminmaa i den ekonomiska regionen  Kemi-Torneå  och landskapet Lappland, i den norra delen av landet, 600 km norr om huvudstaden Helsingfors. Öns area är 1,1 hektar och dess största längd är 200 meter i sydöst-nordvästlig riktning.